# 斯普林希爾鎮區 (明尼蘇達州斯特恩斯縣)
斯普林希爾鎮區（英語：Spring Hill Township）是位於美國明尼蘇達州斯特恩斯縣的一個行政鎮區。

## 歷史
斯普林希爾鎮區於1871年設立，得名自位於當地的山脈和水泉。

## 地方資料
斯普林希爾鎮區的面積為90.49平方千米，當中陸地面積為90.48平方千米，而水域面積為0.01平方千米。根據2020年美國人口普查的數據，當地共有人口337人，而人口密度為每平方千米3.72人。